# Manna (album)
Manna is het derde muziekalbum van de Amerikaanse muziekgroep Bread, gespecialiseerd in softrock.  Manna is een verwijzing naar de Bijbelse term Manna, maar dan in de beperkte betekenis van brood (Bread). Het album bevat softrock dan wel easy-listeningmuziek, maar toch staan er met bijvoorbeeld 'Take Comfort' ook wat steviger nummers op. Manna leverde twee singles op: 'Let Your Love Go' (geen notering) en het ook van Telly Savalas bekende If. Het is opgenomen in Sound Records in Hollywood. Behalve in de westerse wereld was het album ook populair in Japan, dat bracht namelijk de eerste compact discversie van het album uit. Het verscheen daarna in de Verenigde Staten op Rhino Records, een retro-label. Enige tijd na het uitbrengen van dit album verliet Robb Royer de groep. Hij werd vervangen door studiomusicus Larry Knechtel.

## Musici
- David Gates - zang, gitaar, basgitaar, toetsinstrument
- James Griffin - zang, gitaar, toetsinstrumenten
- Robb Royer - gitaar, basgitaar, toetsinstrumenten
- Mike Botts – drums

## Tracklist
| Nr. | Titel                         | Duur |
| --- | ----------------------------- | ---- |
| 1.  | Let Your Love Go (Gates)      | 2:25 |
| 2.  | Take Comfort (Griffin,Royer)  | 3:33 |
| 3.  | Too Much Love (Griffin,Royer) | 2:46 |
| 4.  | If (Gates)                    | 2:36 |
| 5.  | Be Kind to Me (Griffin,Royer) | 3:04 |
| 6.  | He's a Good Lad (Gates)       | 2:59 |

| Nr. | Titel                             | Duur |
| --- | --------------------------------- | ---- |
| 1.  | She Was My Lady (Gates)           | 2:51 |
| 2.  | Live in Your Love (Griffin,Royer) | 2:46 |
| 3.  | What a Change (Gates)             | 3:40 |
| 4.  | I Say Again (Griffin,Royer)       | 2:52 |
| 5.  | Come Again (Gates)                | 4:03 |
| 6.  | Truckin’ (Griffin,Royer)          | 2:32 |